# Parque natural del norte de Negros

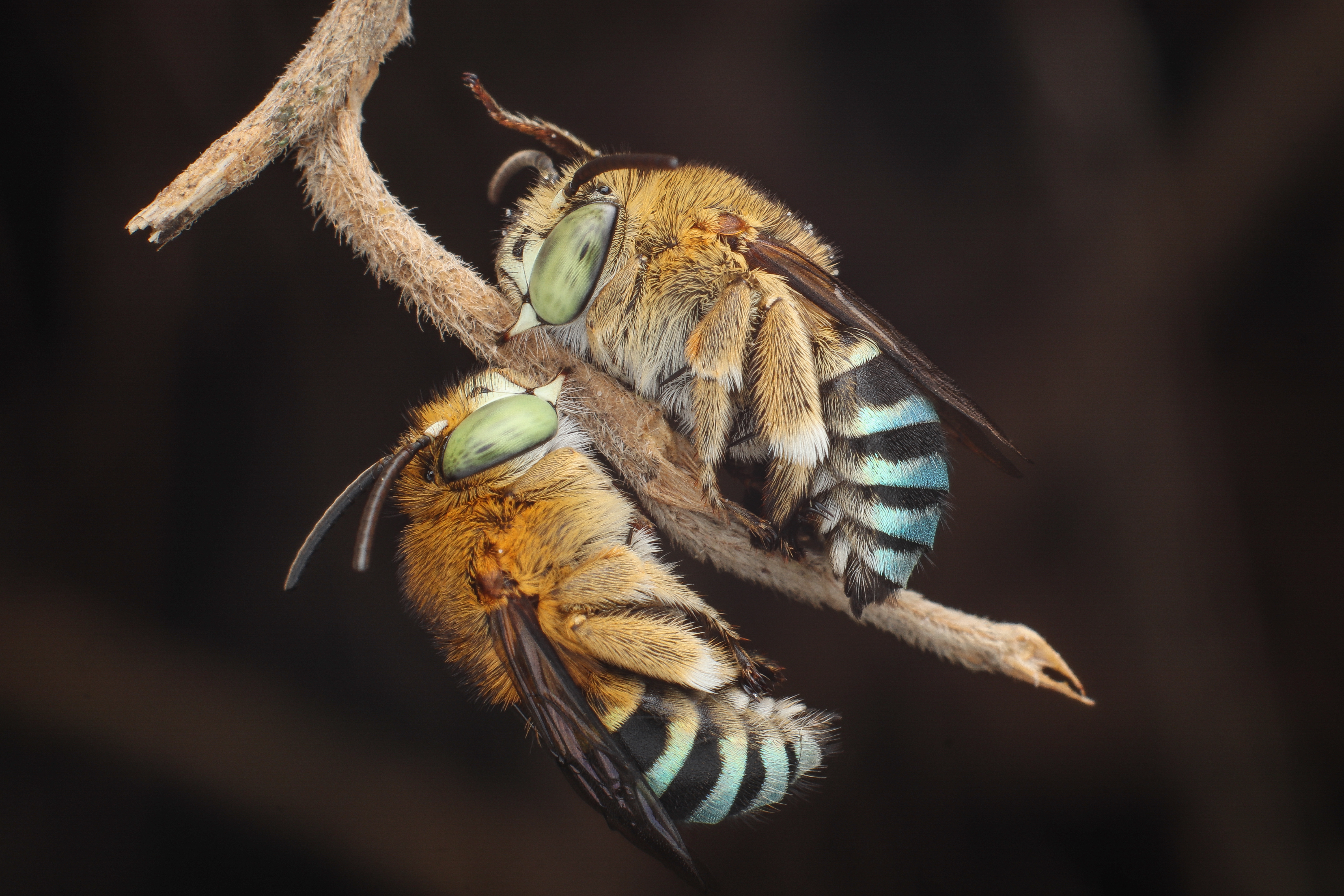
La Amegilla cingulata cingulada es una abeja nativa de bandas azules que se encuentra en Filipinas. Esta especie está presente en la zona de tierras bajas del Parque Natural del Norte de Negros.

El Parque natural del norte de Negros es un área protegida de Filipinas, situada en la región de la selva montañosa del norte de la isla de Negros en las Visayas. Se extiende por cinco municipios y seis ciudades de la provincia de Negros Occidental y es la mayor fuente de cuencas y agua de la provincia para al menos diecisiete municipios y ciudades, incluyendo el área metropolitana de Bacolod. El parque fue establecido por primera vez como una reserva forestal que abarcaba 107.727 hectáreas (266.200 acres) el 28 de abril de 1935 a través de la Ley Administrativa N.º 789 firmada por el Gobernador General Frank Murphy. El 7 de agosto de 1946, la Reserva Forestal del Norte de Negros se redujo a su actual área de 80,454.5 hectáreas (198.807 acres) con el firma de la Proclamación N.º 798 por el presidente Manuel Roxas. En 2005, el área protegida se convirtió en un parque natural bajo la Ley Nacional del Sistema Integrado de Áreas Protegidas (NIPAS) en virtud de la Proclamación N.º 895 firmada por la presidenta Gloria Arroyo.
El parque natural del Norte de Negros se encuentra a unos 40 kilómetros (25 millas) al este-noreste de Bacolod, la ciudad más grande y capital de Negros Occidental. Cubre el interior montañoso de la isla y se extiende por las ciudades y municipios de Murcia, Salvador Benedicto, Talisay, Silay, Enrique B. Magalona, Victoria, Cádiz, Sagay, Toboso, Calatrava y San Carlos, cerca del límite con la provincia de Negros Oriental.